# 天主教皮庫斯教區
天主教皮庫斯教區（拉丁語：Dioecesis Picuensis），是巴西一個天主教教區，位於皮奧伊州東南部。屬特雷西納總教區。
教區成立於1974年10月28日，2004年有教友302,862人，佔總人口87.2%。有九個堂區、司鐸十五人。現任教區主教為普利尼奧·若瑟·盧什·達席爾瓦。